# Wolframato de magnesio
El wolframato de magnesio, volframato de magnesio o tungstato de magnesio es un compuesto inorgánico, del grupo de las sales, que está constituido por aniones wolframato {\displaystyle {\ce {WO4^{2-}}}} y cationes magnesio (2+) {\displaystyle {\ce {Mg^{2+}}}}, cuya fórmula química es {\displaystyle {\ce {MgWO4}}}.

## Propiedades
El wolframato de magnesio se presenta en forma de polvo de color blanco. Su densidad es de 5,66 g/cm³ e insoluble en agua y etanol. Es soluble en ácidos.

## Preparación
El tungstato de magnesio se obtiene calentando una mezcla de óxido de magnesio {\displaystyle {\ce {MgO}}} y óxido de tungsteno(VI) {\displaystyle {\ce {WO3}}} a 1000 – 1100 °C:
{\displaystyle {\ce {MgO + WO3 -> MgWO4}}}

## Aplicaciones
Se emplea en pantallas fluorescentes de rayos X y en pintura fluorescente.